# Museo nazionale di belle arti della Valletta
Il Museo nazionale di belle arti (in lingua maltese: Mużew Nazzjonali tal-Arti) noto anche come MUŻA (acronimo maltese di Mużew Nazzjonali tal-Arti) è un museo d'arte che ha sede a La Valletta nelle strutture dell'Albergo d'Italia.

## Storia
La primitiva istituzione ospitava una collezione di opere di artisti maltesi e stranieri che rappresentavano i principali stili artistici europei e che provenivano dal Museo nazionale dell'Auberge de Provence. Il museo si trovava nella Admiralty House e fu inaugurato dal ministro dell'Istruzione e della Cultura Agatha Barbara il 7 maggio 1974.Nel 2012 l'aumento dei visitatori giornalieri motivò il trasferimento di alcune sezioni in una sede più idonea in modo da aumentare e migliorare l'offerta ai visitatori.
Nel 2013 è stato avviato il piano di sdoppiamento dei percorsi tematici: il trasferimento dei dipinti, del mobilio e delle argenterie dall'Admiralty House all'Auberge d'Italie mentre il museo dell'Auberge de Provence custodisce solo i reperti archeologici, ed è ribattezzato Museo nazionale di archeologia. Il museo è gestito da Heritage Malta.
Le sezioni dismesse dell'Admiralty House sono state chiuse il 2 ottobre 2016 e il MUŻA è stato inaugurato nel 2018 come uno dei progetti inseriti all'interno di "La Valletta Capitale europea della cultura 2018".

## Collezioni

### Dipinti
Le sale ospitano la maggior parte della collezione nazionale di Malta iniziata nel 1923, quando il primo curatore di Belle arti, Vincenzo Bonello, intraprese la raccolta all'interno di quello che allora si chiamava Museo Nazionale. Bonello acquistò numerose opere di eccellente qualità nel mercato dell'arte locale, a Londra e in Italia, in un momento in cui i prezzi del mercato dell'arte erano ancora alla portata del modesto budget del museo.
La mostra permanente comprende la più grande collezione di dipinti dell'artista barocco Mattia Preti, cavaliere italiano dell'Ordine di Malta, che contribuì alla trasformazione dell'interno della concattedrale di San Giovanni de La Valletta. Questo, insieme a una raffinata e rara collezione di mappe antiche, rappresenta uno dei punti di forza delle collezioni.
Tra gli artisti in mostra si annoverano opere di Guido Reni, dei caravaggisti Valentin de Boulogne, di Jusepe de Ribera detto lo Spagnoletto, Matthias Stomer, Giovanni Baglione, Giovanni Coli, Francesco De Mura, Corrado Giaquinto, Carlo Maratta, Salvator Rosa, Antonello Riccio, Francesco Simonini, Bernardo Strozzi e Carlo Antonio Tavella. Tra gli stranieri, ci sono diverse opere di artisti olandesi (Isaac de Moucheron, Theodoor van Thulden), francesi (François Boucher, Valentin de Boulogne, Antoine de Favray, Claude Joseph Vernet), britannici (Edward Lear, Victor Pasmore, Joseph Mallord William Turner), svizzeri (Louis Ducros) e tedeschi (Albert Bierstadt).
La collezione comprende anche le opere di due scultori maltesi, Melchiorre Cafà e Antonio Sciortino, oltre a un notevole gruppo di paesaggi maltesi.